# HMS Gurkha (F20)
HMS Gurkha (L20/F20) là một tàu khu trục lớp Tribal được chế tạo cho Hải quân Hoàng gia Anh Quốc trước Chiến tranh Thế giới thứ hai. Nó đã phục vụ trong Thế Chiến II và bị mất sớm trong cuộc xung đột, khi bị đánh chìm bởi một cuộc không kích ngoài khơi Na Uy vào tháng 4 năm 1940.

## Thiết kế và chế tạo
Vào ngày 10 tháng 3 năm 1936, Gurkha (ban đầu là Ghurka) cùng với tàu chị em Maori được đặt hàng cho hãng Fairfield Shipbuilding and Engineering Company trong Chương trình Chế tạo Hải quân 1935. Cả hai được đặt lườn tại xưởng tàu của Fairfield ở Govan, Glasgow vào ngày 6 tháng 7 năm 1936, và Gurkha được hạ thủy vào ngày 7 tháng 7 năm 1937. Giống như nhiều chiếc lớp Tribal khác, việc hoàn tất Gurkha, thoạt tiên dự định vào tháng 2 năm 1938, bị trì hoãn cho việc bàn giao thiết bị chậm trễ, nên nó chỉ hoàn tất vào ngày 21 tháng 10 năm 1938.
Gurkha có chiều dài ở mực nước là 355 foot 6 inch (108,36 m) và chiều dài chung 377 foot (114,91 m); mạn thuyền rộng 36 foot 6 inch (11,13 m) và độ sâu của mớn nước là 9 foot (2,74 m). Nó có trọng lượng choán nước tiêu chuẩn 1.854 tấn Anh (1.884 t) và lên đến 2.519 tấn Anh (2.559 t) khi đầy tải. Ba nồi hơi ống nước Admiralty hoạt động ở áp lực 300 pound trên inch vuông (2.100 kPa) nhiệt độ 620 °F (327 °C) cung cấp hơi nước cho các turbine Parsons với hộp số giảm tốc đơn cấp, dẫn động hai trục chân vịt, tạo ra công suất 44.000 mã lực càng (33.000 kW) ở tốc độ vòng xoay 350 rpm. Công suất này đủ cho con tàu di chuyển với tốc độ tối đa 36 hải lý trên giờ (67 km/h; 41 mph). Con tàu mang theo 525 tấn dầu đốt, cung cấp tầm xa hoạt động 5.700 hải lý (10.600 km; 6.600 mi) ở tốc độ đường trường 15 hải lý trên giờ (28 km/h; 17 mph) hoặc 3.200 hải lý (5.900 km; 3.700 mi) ở tốc độ 20 hải lý trên giờ (37 km/h; 23 mph). Thủy thủ đoàn của con tàu bao gồm 190 sĩ quan và thủy thủ.
Gurkha có dàn pháo chính gồm tám khẩu 4,7 in (120 mm) QF Mark XII trên bốn bệ nòng đôi vận hành bằng điện. Các bộ điều khiển hỏa lực góc thấp và góc cao được bố trí riêng biệt cho hỏa lực chống hạm và phòng không, cho dù các khẩu pháo này chỉ có thể nâng tối đa đến góc 40°, vốn được đánh giá là đủ cho nhiệm vụ phòng không tầm xa để tự vệ hạm đội. Việc không kích tầm cao được xem không phải là mối đe dọa cho một con tàu nhanh và cơ động như kiểu tàu khu trục. Hỏa lực phòng không tầm gần bao gồm một khẩu QF 2 pounder "pom-pom" Mk. VII phòng không bốn nòng và hai dàn súng máy Vickers.50 Mk. II bốn nòng. Vũ khí ngư lôi bao gồm một bệ bốn nòng vận hành bằng điện mang ngư lôi 21 inch (530 mm) Mk. IX; và vũ khí chống tàu ngầm gồm hai máy phóng và một đường ray thả mìn sâu, với tổng cộng 30 quả mìn được mang theo.

## Lịch sử hoạt động
Khi được đưa vào hoạt động, Gurkha gia nhập Chi hạm đội Tribal thứ nhất (sau đổi tên thành Chi hạm đội Khu trục 4 vào tháng 4 năm 1939) trong thành phần Hạm đội Địa Trung Hải. Nó tham gia các cuộc thực tập và viếng thăm các cảng cho đến khi chiến tranh nổ ra, và từng bị hư hại nhẹ do va chạm với tàu chị em Sikh. Vào tháng 9 năm 1939, nó nằm trong nhóm các con tàu được phân công theo dõi hoạt động của Hạm đội Ý tại Biển Đỏ. Đến tháng 10 năm 1939, chi hạm đội được điều động sang Hạm đội Nhà làm nhiệm vụ hộ tống vận tải từ cảng Portland. Giống như nhiều chiếc lớp Tribal khác, Gurkha mắc phải những khiếm khuyết cơ khí bao gồm những vấn đề của turbine động cơ và sự rò rỉ nước biển vào thùng nước nạp nồi hơi. Nó trải qua sửa chữa tại xưởng tàu của hãng Thornycroft ở Southampton từ tháng 12 năm 1939 đến tháng 1 năm 1940 trước khi gia nhập trở lại chi hạm đội, giờ đây đặt căn cứ tại Scapa Flow.
Trong đêm 23-24 tháng 2 năm 1940, Gurkha phát hiện tàu ngầm U-boat Đức U-53 trên mặt nước giữa quần đảo Faroe và quần đảo Orkney, và đã tấn công đối phương. U-53 lặn xuống dưới nước để né tránh một cú húc của Gurkha, và chiếc tàu khu trục tung một loạt tấn công bằng mìn sâu, đánh đắm U-53 về phía Nam quần đảo Faroe với tổn thất toàn bộ nhân mạng.
Vào ngày 9 tháng 4 năm 1940, Đức Quốc xã tiến hành Chiến dịch Weserübung nhằm xâm chiếm Na Uy. Để đối phó, một lực lượng hải quân (bao gồm các tàu tuần dương Southampton, Manchester, Glasgow, Sheffield và Aurora cùng các tàu khu trục Afridi, Gurkha, Sikh, Mohawk, Somali, Matabele và Mashona) được cho tách ra khỏi Hạm đội Nhà để tấn công Bergen, nơi phát hiện một tàu tuần dương Đức. Tuy nhiên, cuộc tấn công bị Bộ Hải quân Anh hủy bỏ, và lực lượng Anh bị 47 máy bay ném bom Junkers Ju-88 và 41 chiếc Henkel He-111 thuộc các Phi đoàn 30 và 26 của Không quân Đức tấn công. Trong một nỗ lực nhằm có được điều kiện khai hỏa tốt hơn, Gurkha di chuyển ra khỏi đội hình bảo vệ tương hỗ của lực lượng. Nó trở thành mục tiêu dễ dàng của một cuộc không kích tập trung, trúng một quả bom và bị chết đứng giữa biển. Những người sống sót được tàu tuần dương Aurora và tàu khu trục Mashona cứu vớt, và Gurkha đắm ở tọa độ 59°13′0″B 4°0′0″Đ / 59,21667°B 4°Đ với tổn thất 16 thành viên thủy thủ đoàn.